# Zoran Lupinc
Zoran Lupinc je slovenski glasbenik, pedagog in skladatelj, rojen v Šempolaju, Italija. Znan je po tem, da je premaknil meje zmožnosti igranja na Diatonično harmoniko in jo pripeljal v glasbene šole. Izdal je tudi vrsto albumov, učbenikov in dve zbirki lastnih skladb. Trenutno se posveča predvsem poučevanju, organiziranju tečajev in seminarjev ter pisanju učbenikov, skladb, priredb.

## Izobrazba
Akademsko izobražen glasbenik, ki je danes profesor diatonične harmonike v Ilirski Bistrici. Opravil je študij klavirske harmonike na  Glasbeni matici v Trstu in roga na državnem konservatoriju G. Tartini v Trstu . V svojih dolgih letih poučevanja ima za sabo kar nekaj harmonikarjev, ki so bili večkratni absolutni zmagovalci številnih državnih in mednarodnih tekmovanj in so sedaj ugledni glasbeniki (Miha Debevec, Nicola Bettiol, Simon Perčič, Manuel Šavron, Andrej Gropajc, Alen Klepčar, Vili Marinšek, Matic Štavar, Niko Poles, Anže Počkar, Miha Grmek Seražin, Jan Novak, Leon Batagelj, Martin Rojc, Gašper Fabjančič, Kristjan Jenko in drugi) . 

## Delovanje
Leta 1984 se je posvetil tudi poučevanju diatonične harmonike in to čisto po svoji inovativni metodi: uporaba normalnega notnega zapisa z oznakami ABC, pozneje CFB, nazadnje pa samo po normalnem notnem zapisu . 
Leta 2000 je v sklopu zavoda za šolstvo bil vodja študijske skupine za diatonično harmoniko in avtor učnega načrta, ki je od leta 2003 še vedno v veljavi v javnih glasbenih šolah Slovenije. Velja torej za utemeljitelja pouka diatonične harmonike . 
Velik doprinos je dal tudi tehničnemu razvoju diatonične harmonike z mnogimi izboljšavami. Priznana tovarna harmonik Beltuna iz Castelfidarda (Italija), je po njegovi zamisli izdelala koncertno različico diatonične harmonike, ki nosi po njem tudi ime. Obuja tudi igranje na diatonično harmoniko imenovano "Trieštinka" . 
Kot žirant je sodeloval na raznih mednarodnih tekmovanjih za diatonično harmoniko, med katere sodijo Harmonika Verband Österreich, Svirel, Temsig, Amisad, Pannoniaccordeon, Mehfest Beograd. 
Leta 2011 je kot solist nastopil tudi v Slovenski filharmoniji, Cankarjevem domu in Berlinski filharmoniji s P.O.K. orkestrom, pod taktirko Simona Perčiča. 
Izdal je več zgoščenk, tudi v sodelovanju z različnimi zasedbami (Taims , Fantje s Krasa, Adria kvintet , Duo Sebastiano Zorza in Zoran Lupinc, Ano ur'co al pej dvej , Trio Lupinc - v zasedbi Zoran Lupinc, diatonična harmonika, Igor Starc, klasična kitara in Peter Filipčič, violočelo ). 

## Skladbe
- Pod Šempolajem
- Žvižgam in grem
- Srčno voščilo
- Sosed Gašper
- Pri Liviutu
- S kolesom na pot
- Na zdravje
- Spomladanska vedrina
- Zopet doma
- Za tvoj rojstni dan
- Spomini
- Bela jadra
- Na Kraški ohceti

## Nagrade in tekmovanja
Najpomembnejša tekmovanja: 
Zmaga na Zlati harmoniki - Ljubečna 1987 .
Absolutni zmagovalec in prvi svetovni prvak na diatonični harmoniki v Ahtnu leta 1987 . 
Leta 2017 je prejemnik prestižnega priznanja Frana Gerbiča za izjemne uspehe na področju glasbene vzgoje in izobraževanja ter glasbenega poustvarjanja, ki g apodeljuje Zveza Slovenskih Glasbenih Šol . 
Leta 2018 je bil sprejet v muzej slavnih harmonikarjev v Recoaro Terme (Italija) , kjer je pustil pozlačeni odtis desne roke .